# Liga de Campeones de Baloncesto de las Américas 2021-22
La edición 2021-22 de la Liga de Campeones de Baloncesto de las Américas (oficialmente y en inglés Basketball Champions League Americas) fue la tercera edición del torneo continental de FIBA para la región Américas. Contó con 12 equipos de todo el continente.

## Equipos participantes
San Lorenzo de Almagro fue el campeón de la Liga Nacional de Básquet 2020-21 en Argentina, pero perdió su cupo por sanción de FIBA por deudas con sus colaboradores. En su lugar tomó el cupo uno de los semifinalistas, Boca Juniors.
También se clasifica Obras Sanitarias, como invitado de la FIBA. 
Al momento de ser confirmados los invitados para esta temporada, no fueron incluidos los equipos Titanes de Barranquilla (Colombia) y Caballos de Coclé (Panamá), ocupando sus lugares los invitados de Puerto Rico y Canadá, por orden geográfico. Cabe destacar que Argentina y Brasil tuvieron un cupo menos respecto a la edición anterior, permitiendo participar a los equipos de Uruguay.
| País               | Equipo                           | Vía de clasificación |
| ------------------ | -------------------------------- | --- |
| Argentina 3 cupos  | Quimsa Boca Juniors Obras Basket | 2.º de la Liga Nacional de Básquet 2020-21 Semifinalista de la Liga Nacional de Básquet 2020-21 Invitado                  |
| Brasil 3 cupos     | Flamengo São Paulo Minas TC      | Campeón del Novo Basquete Brasil 2020-21 Subcampeón del Novo Basquete Brasil 2020-21 3.º del Novo Basquete Brasil 2020-21 |
| Canadá 1 cupo      | Edmonton Stingers                | Campeón de la Canadian Elite Basketball League                                                                            |
| Chile 1 cupo       | Universidad de Concepción        | Campeón de la Liga Nacional de Básquetbol 2021                                                                            |
| Nicaragua 1 cupo   | Real Estelí                      | Subcampeón de la Liga de Campeones 2021                                                                                   |
| Puerto Rico 1 cupo | Cangrejeros de Santurce          | Invitado |
| Uruguay 2 cupos    | Biguá Nacional                   | Campeón de la Liga Uruguaya de Básquetbol 2021 Subcampeón de la Liga Uruguaya de Básquetbol 2021                          |

## Formato de competencia
Al igual que en la edición anterior, los doce (12) equipos fueron divididos en cuatro (4) grupos de tres (3) equipos cada uno por regiones dentro del formato burbuja, lo cual fue anunciado oficialmente el 16 de octubre de 2021, cuando fue realizado el sorteo oficial en Miami (Estados Unidos).
| Grupo A                 | Grupo B   | Grupo C      | Grupo D                   |
| ----------------------- | --------- | ------------ | ------------------------- |
| Real Estelí             | Quimsa    | Biguá        | Flamengo                  |
| Cangrejeros de Santurce | São Paulo | Obras Basket | Boca Juniors              |
| Edmonton Stingers       | Nacional  | Minas TC     | Universidad de Concepción |

### Ventanas
Primera ventana
- Grupo A: Polideportivo Alexis Argüello, Managua, del 13 al 15 de diciembre de 2021
- Grupo B: Estadio Ciudad de Santiago del Estero, Santiago del Estero, del 10 al 12 de diciembre de 2021
- Grupo C: Arena Minas Tênis Clube, Belo Horizonte, del 13 al 15 de diciembre de 2021
- Grupo D: Gimnasio Maracanãzinho, Río de Janeiro, del 10 al 12 de diciembre de 2021

Segunda ventana
- Grupo A: Polideportivo Alexis Argüello, Managua, del 4 al 6 de marzo de 2022
- Grupo B y C: Antel Arena, Montevideo, del 31 de enero al 2 de febrero de 2022
- Grupo D: Estadio Luis Conde, Buenos Aires, del 28 al 30 de enero de 2022

Tercera ventana
- Grupo A: Winsport Arena, Calgary, del 14 al 16 de marzo de 2022.
- Grupo B: Ginásio Poliesportivo Doutor Antônio Leme Nunes Galvão, São Paulo, del 11 al 13 de marzo de 2022.
- Grupo C: Estadio Obras Sanitarias, Buenos Aires, del 14 al 16 de marzo de 2022.
- Grupo D: Casa del Deporte, Concepción, del 11 al 13 de marzo de 2022.

Final 8
- Cuartos de final: 6 de abril de 2022.
- Semifinales: 7 de abril de 2022.
- Final y partido por el tercer puesto: 9 de abril de 2022.

## Primera ronda

### Grupo A
| Pos. | Equipo                  | Pts | PJ | PG | PP | PF  | PC  | Dif |
| ---- | ----------------------- | --- | -- | -- | -- | --- | --- | --- |
| 1.   | Cangrejeros de Santurce | 9   | 6  | 3  | 3  | 521 | 482 | 39  |
| 2.   | Real Estelí             | 9   | 6  | 3  | 3  | 513 | 497 | 16  |
| 3.   | Stingers                | 9   | 6  | 3  | 3  | 461 | 516 | -55 |

|  | Clasificados a la siguiente fase del torneo. |

Primera ventana
| 13 de diciembre de 2021 | Real Estelí                           | 81–84   | Stingers | Managua                                           |  |
|                         | Parciales: 15–21, 23–21, 19-19, 24–23 |         |          |                                                   |  |
|                         |                                       | Reporte |          | Pabellón: Polideportivo Alexis Argüello Árbitros: |  |

| 14 de diciembre de 2021 | Stingers                             | 68–89   | Cangrejeros | Managua                                           |  |
|                         | Parciales: 9–22, 23-23, 20-20, 16-24 |         |             |                                                   |  |
|                         |                                      | Reporte |             | Pabellón: Polideportivo Alexis Argüello Árbitros: |  |

| 15 de diciembre de 2021 | Real Estelí                           | 88–91   | Cangrejeros | Managua                                           |  |
|                         | Parciales: 15–25, 32-27, 19-24, 22-15 |         |             |                                                   |  |
|                         |                                       | Reporte |             | Pabellón: Polideportivo Alexis Argüello Árbitros: |  |

Segunda ventana
| 4 de marzo de 2022 | Cangrejeros                           | 78–85   | Real Estelí | Managua                                 |  |
|                    | Parciales: 17–19, 23-23, 12-17, 26-23 |         |             |                                         |  |
|                    |                                       | Reporte |             | Pabellón: Polideportivo Alexis Argüello |  |

| 5 de marzo de 2022 | Cangrejeros                          | 93–55   | Stingers | Managua                                 |  |
|                    | Parciales: 26-16, 22-14, 18-9, 27-17 |         |          |                                         |  |
|                    |                                      | Reporte |          | Pabellón: Polideportivo Alexis Argüello |  |

| 6 de marzo de 2022 | Real Estelí                           | 89–73   | Stingers | Managua                                 |  |
|                    | Parciales: 16-25, 15-21, 24-11, 34-16 |         |          |                                         |  |
|                    |                                       | Reporte |          | Pabellón: Polideportivo Alexis Argüello |  |

Tercera ventana
| 14 de marzo de 2022 | Stingers                              | 93–87   | Cangrejeros | Calgary                  |  |
|                     | Parciales: 22-22, 23-20, 22-24, 26-21 |         |             |                          |  |
|                     |                                       | Reporte |             | Pabellón: Winsport Arena |  |

| 15 de marzo de 2022 | Cangrejeros                           | 83–96   | Real Estelí | Calgary                  |  |
|                     | Parciales: 23-23, 17-25, 17-25, 26-23 |         |             |                          |  |
|                     |                                       | Reporte |             | Pabellón: Winsport Arena |  |

| 16 de marzo de 2022 | Stingers                              | 88–79   | Real Estelí | Calgary                  |  |
|                     | Parciales: 23-15, 27-19, 14-16, 24-29 |         |             |                          |  |
|                     |                                       | Reporte |             | Pabellón: Winsport Arena |  |

### Grupo B
| Pos. | Equipo    | Pts | PJ | PG | PP | PF  | PC  | Dif |
| ---- | --------- | --- | -- | -- | -- | --- | --- | --- |
| 1.   | São Paulo | 12  | 6  | 6  | 0  | 552 | 443 | 109 |
| 2.   | Quimsa    | 8   | 6  | 2  | 4  | 473 | 498 | -25 |
| 3.   | Nacional  | 7   | 6  | 1  | 5  | 461 | 545 | -84 |

|  | Clasificados a la siguiente fase del torneo. |

Primera ventana
| 10 de diciembre de 2021 | Quimsa                                | 81–71   | Nacional | Santiago del Estero                                       |  |
|                         | Parciales: 10–24, 26–13, 22-19, 23–15 |         |          |                                                           |  |
|                         |                                       | Reporte |          | Pabellón: Estadio Ciudad de Santiago del Estero Árbitros: |  |

| 11 de diciembre de 2021 | Nacional                              | 73–98   | São Paulo | Santiago del Estero                                       |  |
|                         | Parciales: 19-22, 12-32, 20-24, 22-20 |         |           |                                                           |  |
|                         |                                       | Reporte |           | Pabellón: Estadio Ciudad de Santiago del Estero Árbitros: |  |

| 12 de diciembre de 2021 | Quimsa                                | 74–83   | São Paulo | Santiago del Estero                                       |  |
|                         | Parciales: 17-26, 18–15, 21-27, 18-15 |         |           |                                                           |  |
|                         |                                       | Reporte |           | Pabellón: Estadio Ciudad de Santiago del Estero Árbitros: |  |

Segunda ventana
| 31 de enero de 2022 | Nacional                              | 73–89   | São Paulo | Montevideo            |  |
|                     | Parciales: 21-23, 16-22, 17-24, 19-20 |         |           |                       |  |
|                     |                                       | Reporte |           | Pabellón: Antel Arena |  |

| 1 de febrero de 2022 | São Paulo                             | 86–69   | Quimsa | Montevideo            |  |
|                      | Parciales: 18-23, 25-21, 21-14, 22-11 |         |        |                       |  |
|                      |                                       | Reporte |        | Pabellón: Antel Arena |  |

| 2 de febrero de 2022 | Nacional                              | 91–81   | Quimsa | Montevideo            |  |
|                      | Parciales: 23-19, 24-19, 19-32, 25-11 |         |        |                       |  |
|                      |                                       | Reporte |        | Pabellón: Antel Arena |  |

Tercera ventana
| 11 de marzo de 2022 | São Paulo                             | 95–73   | Quimsa | São Paulo                                                        |  |
|                     | Parciales: 27-18, 19-17, 24-22, 25-16 |         |        |                                                                  |  |
|                     |                                       | Reporte |        | Pabellón: Ginásio Poliesportivo Doutor Antônio Leme Nunes Galvão |  |

| 12 de marzo de 2022 | Quimsa                                | 95–72   | Nacional | São Paulo                                                        |  |
|                     | Parciales: 23-19, 17-13, 19-21, 36-19 |         |          |                                                                  |  |
|                     |                                       | Reporte |          | Pabellón: Ginásio Poliesportivo Doutor Antônio Leme Nunes Galvão |  |

| 13 de marzo de 2022 | São Paulo                             | 101–81  | Nacional | São Paulo                                                        |  |
|                     | Parciales: 24-19, 16-13, 30-23, 31-26 |         |          |                                                                  |  |
|                     |                                       | Reporte |          | Pabellón: Ginásio Poliesportivo Doutor Antônio Leme Nunes Galvão |  |

### Grupo C
| Pos. | Equipo   | Pts | PJ | PG | PP | PF  | PC  | Dif |
| ---- | -------- | --- | -- | -- | -- | --- | --- | --- |
| 1.   | Biguá    | 10  | 6  | 4  | 2  | 480 | 490 | -10 |
| 2.   | Minas TC | 9   | 6  | 3  | 3  | 493 | 480 | 13  |
| 3.   | Obras    | 8   | 6  | 2  | 4  | 480 | 483 | –3  |

|  | Clasificados a la siguiente fase del torneo. |

Primera ventana
| 13 de diciembre de 2021 | Minas TC                             | 95–73   | Biguá | Belo Horizonte                              |  |
|                         | Parciales: 26-20, 16–6, 25-23, 28–24 |         |       |                                             |  |
|                         |                                      | Reporte |       | Pabellón: Arena Minas Tênis Clube Árbitros: |  |

| 14 de diciembre de 2021 | Biguá                                | 69–65   | Obras | Belo Horizonte                              |  |
|                         | Parciales: 22-23, 11–8, 13-22, 23–12 |         |       |                                             |  |
|                         |                                      | Reporte |       | Pabellón: Arena Minas Tênis Clube Árbitros: |  |

| 15 de diciembre de 2021 | Minas TC                              | 95–84   | Obras | Belo Horizonte                              |  |
|                         | Parciales: 27-19, 16–15, 28-24, 24-26 |         |       |                                             |  |
|                         |                                       | Reporte |       | Pabellón: Arena Minas Tênis Clube Árbitros: |  |

Segunda ventana
| 31 de enero de 2022 | Biguá                                 | 92–81   | Obras | Montevideo            |  |
|                     | Parciales: 25-21, 15-20, 29-14, 23-26 |         |       |                       |  |
|                     |                                       | Reporte |       | Pabellón: Antel Arena |  |

| 1 de febrero de 2022 | Obras                                | 74–77   | Minas TC | Montevideo            |  |
|                      | Parciales: 19-15, 21-26, 25-15, 9-21 |         |          |                       |  |
|                      |                                      | Reporte |          | Pabellón: Antel Arena |  |

| 2 de febrero de 2022 | Biguá                                 | 96–91 | Minas TC | Montevideo            |
|                      | Parciales: 23-21, 32-17, 21-25, 20-28 |       |          |                       |
|                      |                                       |       |          | Pabellón: Antel Arena |

Tercera ventana
| 14 de marzo de 2022 | Obras                                 | 80–73   | Minas TC | Buenos Aires                       |  |
|                     | Parciales: 18-14, 21-22, 16-12, 25-25 |         |          |                                    |  |
|                     |                                       | Reporte |          | Pabellón: Estadio Obras Sanitarias |  |

| 15 de marzo de 2022 | Minas TC                              | 62–73   | Biguá | Buenos Aires                       |  |
|                     | Parciales: 18-15, 18-20, 12-20, 14-18 |         |       |                                    |  |
|                     |                                       | Reporte |       | Pabellón: Estadio Obras Sanitarias |  |

| 16 de marzo de 2022 | Obras                                 | 96–77   | Biguá | Buenos Aires                       |  |
|                     | Parciales: 22-17, 22-19, 23-29, 29-12 |         |       |                                    |  |
|                     |                                       | Reporte |       | Pabellón: Estadio Obras Sanitarias |  |

### Grupo D
| Pos. | Equipo                    | Pts | PJ | PG | PP | PF  | PC  | Dif  |
| ---- | ------------------------- | --- | -- | -- | -- | --- | --- | ---- |
| 1.   | Flamengo                  | 11  | 6  | 5  | 1  | 494 | 394 | 100  |
| 2.   | Boca Juniors              | 10  | 6  | 4  | 2  | 452 | 435 | 17   |
| 3.   | Universidad de Concepción | 6   | 6  | 0  | 6  | 385 | 502 | –117 |

|  | Clasificados a la siguiente fase del torneo. |

Primera ventana
| 10 de diciembre de 2021 | Flamengo                              | 88–66   | Boca Juniors | Río de Janeiro                    |  |
|                         | Parciales: 17–18, 29–11, 17-18, 25–19 |         |              |                                   |  |
|                         |                                       | Reporte |              | Pabellón: Maracanãzinho Árbitros: |  |

| 11 de diciembre de 2021 | Boca Juniors                          | 71–62   | U de C | Río de Janeiro                    |  |
|                         | Parciales: 20-18, 18–12, 21-15, 12-17 |         |        |                                   |  |
|                         |                                       | Reporte |        | Pabellón: Maracanãzinho Árbitros: |  |

| 12 de diciembre de 2021 | Flamengo                             | 85–68   | U de C | Río de Janeiro                    |  |
|                         | Parciales: 19-8, 17–15, 21-14, 28-30 |         |        |                                   |  |
|                         |                                      | Reporte |        | Pabellón: Maracanãzinho Árbitros: |  |

Segunda ventana
| 28 de enero de 2022 | Boca Juniors                          | 88–66   | U de C | Buenos Aires                          |  |
|                     | Parciales: 28-15, 20–17, 27-14, 13-20 |         |        |                                       |  |
|                     |                                       | Reporte |        | Pabellón: Estado Luis Conde Árbitros: |  |

| 29 de enero de 2022 | U de C                                | 68–82   | Flamengo | Buenos Aires                          |  |
|                     | Parciales: 24-13, 16-22, 17-21, 11-16 |         |          |                                       |  |
|                     |                                       | Reporte |          | Pabellón: Estado Luis Conde Árbitros: |  |

| 30 de enero de 2022 | Boca Juniors                          | 71–68   | Flamengo | Buenos Aires                          |  |
|                     | Parciales: 14-15, 20-20, 21-15, 16-18 |         |          |                                       |  |
|                     |                                       | Reporte |          | Pabellón: Estado Luis Conde Árbitros: |  |

Tercera ventana
| 11 de marzo de 2022 | U de C                               | 49–92   | Flamengo | Concepción                 |  |
|                     | Parciales: 11-22, 19-21, 10-21, 9-29 |         |          |                            |  |
|                     |                                      | Reporte |          | Pabellón: Casa del Deporte |  |

| 12 de marzo de 2022 | Flamengo                              | 79–72   | Boca Juniors | Concepción                 |  |
|                     | Parciales: 20-15, 24-17, 19-25, 16-15 |         |              |                            |  |
|                     |                                       | Reporte |              | Pabellón: Casa del Deporte |  |

| 13 de marzo de 2022 | U de C                                | 72–84   | Boca Juniors | Concepción                 |  |
|                     | Parciales: 17-23, 13-25, 21-24, 21-12 |         |              |                            |  |
|                     |                                       | Reporte |              | Pabellón: Casa del Deporte |  |

## Segunda fase; play-offs
|  | Cuartos de final | Cuartos de final | Cuartos de final |           |           | Semifinales | Semifinales | Semifinales |        |              | Final        | Final        | Final |  |
|  |                  |                  |                  |           |           |             |             |             |        |              |              |              |       |  |
|  |                  |                  |                  |           |           |             |             |             |        |              |              |              |       |  |
|  | Cangrejeros      | Cangrejeros      | 79               |           |           |             |             |             |        |              |              |              |       |  |
|  | Cangrejeros      | Cangrejeros      | 79               |           |           |             |             |             |        |              |              |              |       |  |
|  | Quimsa           | Quimsa           | 87               |           |           |             |             |             |        |              |              |              |       |  |
|  | Quimsa           | Quimsa           | 87               |           | Quimsa    | Quimsa      | 91          |             |        |              |              |              |       |  |
|  |                  |                  |                  |           | Quimsa    | Quimsa      | 91          |             |        |              |              |              |       |  |
|  |                  |                  | Biguá            | Biguá     | 98        |             |             |             |        |              |              |              |       |  |
|  | Biguá            | Biguá            | Biguá            | Biguá     | 98        | 99          |             |             |        |              |              |              |       |  |
|  | Biguá            | Biguá            |                  |           |           |             |             |             |        |              |              |              |       |  |
|  | Boca Juniors     | Boca Juniors     | 81               |           |           |             |             |             |        |              |              |              |       |  |
|  | Boca Juniors     | Boca Juniors     | 81               |           |           |             |             |             |        | Biguá        | Biguá        | 84           |       |  |
|  |                  |                  |                  |           |           |             |             |             |        | Biguá        | Biguá        | 84           |       |  |
|  |                  |                  | São Paulo        | São Paulo | 98        |             |             |             |        |              |              |              |       |  |
|  | São Paulo        | São Paulo        | São Paulo        | São Paulo | 98        | 75          |             |             |        |              |              |              |       |  |
|  | São Paulo        | São Paulo        |                  |           |           |             |             |             |        |              |              |              |       |  |
|  | Real Estelí      | Real Estelí      | 71               |           |           |             |             |             |        |              |              |              |       |  |
|  | Real Estelí      | Real Estelí      | 71               |           | São Paulo | São Paulo   | 93          |             |        | Tercer lugar | Tercer lugar | Tercer lugar |       |  |
|  |                  |                  |                  |           | São Paulo | São Paulo   | 93          |             |        | Tercer lugar | Tercer lugar | Tercer lugar |       |  |
|  |                  |                  | Minas TC         | Minas TC  | 79        |             |             |             |        |              |              |              |       |  |
|  | Flamengo         | Flamengo         | Minas TC         | Minas TC  | 79        | 83          |             |             | Quimsa | Quimsa       | 81           |              |       |  |
|  | Flamengo         | Flamengo         |                  |           |           |             |             |             | Quimsa | Quimsa       | 81           |              |       |  |
|  | Minas TC         | Minas TC         | 85               |           |           |             |             |             |        |              | Minas TC     | Minas TC     | 91    |  |
|  | Minas TC         | Minas TC         | 85               |           |           |             |             |             |        |              | Minas TC     | Minas TC     | 91    |  |
|  |                  |                  |                  |           |           |             |             |             |        |              |              |              |       |  |

### Cuartos de final
| 6 de abril de 2022 | Cangrejeros                           | 79–87   | Quimsa | Río de Janeiro                                                                            |  |
|                    | Parciales: 18-31, 18-19, 22-22, 21-15 |         |        |                                                                                           |  |
|                    |                                       | Reporte |        | Pabellón: Arena Carioca 1 Árbitros: Daniel García Nieves, Andrés Bartel y Diego Chiconato |  |

| 6 de abril de 2022 | São Paulo                             | 75–71   | Real Estelí | Río de Janeiro                                                                      |  |
|                    | Parciales: 18-16, 24-11, 15-22, 18-22 |         |             |                                                                                     |  |
|                    |                                       | Reporte |             | Pabellón: Arena Carioca 1 Árbitros: Roberto Vázquez, Carlos Peralta y Kristian Páez |  |

| 6 de abril de 2022 | Biguá                                 | 99–81   | Boca Juniors | Río de Janeiro                                                                  |  |
|                    | Parciales: 25-18, 26-18, 23-29, 25-16 |         |              |                                                                                 |  |
|                    |                                       | Reporte |              | Pabellón: Arena Carioca 1 Árbitros: Jorge Vázquez, Felipe Ibarra y Adreia Silva |  |

| 6 de abril de 2022 | Flamengo                              | 83–85   | Minas TC | Río de Janeiro                                                                        |  |
|                    | Parciales: 25-23, 12-16, 22-18, 24-28 |         |          |                                                                                       |  |
|                    |                                       | Reporte |          | Pabellón: Arena Carioca 1 Árbitros: Juan Fernández, Julio César Anaya y Danilo Molina |  |

### Semifinales
| 7 de abril de 2022 | Quimsa                                | 91–98   | Biguá | Río de Janeiro                                                                              |  |
|                    | Parciales: 20-17, 20-30, 26-16, 25-35 |         |       |                                                                                             |  |
|                    |                                       | Reporte |       | Pabellón: Arena Carioca 1 Árbitros: Julio César Anaya, Daniel García Nieves y Kristian Páez |  |

| 7 de abril de 2022 | São Paulo                             | 93–79   | Minas TC | Río de Janeiro                                                                     |  |
|                    | Parciales: 19-20, 18-29, 19-19, 23-25 |         |          |                                                                                    |  |
|                    |                                       | Reporte |          | Pabellón: Arena Carioca 1 Árbitros: Jorge Vázquez, Andrés Bartel y Diego Chiconato |  |

### Partido por el tercer puesto
| 9 de abril de 2022 | Quimsa                                | 81–91   | Minas TC | Río de Janeiro                                                                           |  |
|                    | Parciales: 19-28, 27-17, 22-18, 23-18 |         |          |                                                                                          |  |
|                    |                                       | Reporte |          | Pabellón: Arena Carioca 1 Árbitros: Daniel García Nieves, Andrés Bartel y Carlos Peralta |  |

### Final
| 9 de abril de 2022 | Biguá                                 | 84–98   | São Paulo | Río de Janeiro                                                                        |  |
|                    | Parciales: 26-30, 21-27, 13-27, 24-14 |         |           |                                                                                       |  |
|                    |                                       | Reporte |           | Pabellón: Arena Carioca 1 Árbitros: Jorge Vázquez, Julio César Anaya y Juan Fernández |  |

#### Quinteto Ideal[6]
- Base:  Donald Erick Sims ( Biguá)
- Base: Alexéi Thiago Pereira Borges ( Minas TC)
- Base:  Juan Ignacio Brussino ( Quimsa)
- Alero:  Marcus Vinicius Vieira de Souza ( São Paulo)
- Ala-pívot:  Bruno Correa Fernandes Caboclo ( São Paulo) MVP [7]